# Rakita (Serbia)
Rakita (cyr. Ракита) – wieś w Serbii, w okręgu pirockim, w gminie Babušnica. W 2011 roku liczyła 251 mieszkańców.